# پینهاس ساپیر
پینهاس ساپیر (عبری: פנחס ספיר‎؛ ۱۵ اکتبر ۱۹۰۶ – ۱۲ اوت ۱۹۷۵) سیاستمدار، و وزیر (دولت) اهل اسرائیل بود.